# 지펑크
지펑크(G-funk)는 갱스터 펑크(gangsta funk)의 줄임말로, 1980년대 후반 웨스트 코스트 힙합 씬에서 등장한 갱스터 랩의 하위 장르이다. 1970년대 사이키델릭 펑크(psychedelic funk) 사운드의 영향을 많이 받았다.

## 특성
지펑크(인위적으로 변화된 템포의 펑크를 사용) 장르의 음악은 다층적이고 멜로디적인 신시사이저, 느린 최면 그루브, 딥 베이스, 스네어 드럼의 중용, 배경 여성 보컬, P-Funk 곡의 광범위한 샘플링, 그리고 톱 웨이브 신시사이저 리드를 포함하고 있다. 일반적으로 80 ~ 100 BPM의 속도로 설정된다.
서정적인 내용은 아티스트에 따라 다르며 섹스, 마약 사용(특히 마리화나), 도시/동네에 대한 사랑, 친구에 대한 사랑, 편안한 말로 구성될 수 있다. 또한 단어를 명확하게 하고 리드미컬한 운율을 유지하기 위해 "게으름" 또는 "매끈한" 랩 방식이 있었다.
웨스트 코스트 G-funk의 트레이드마크인 힙합 스타일은 이 지역 음악의 매우 결정적인 요소였고, 이스트 코스트의 경쟁 랩 장면과 그것을 구별하는 데 도움을 주었다. 본질적으로, 지펑크의 부드럽고 느린 템포 사운드는 캘리포니아 문화에 대한 인식된 "편안한" 고정관념을 동반한 반면, 이스트 코스트 힙합은 일반적으로 빠른 템포와 함께 더 공격적인 태도를 특징으로 한다.(하드코어 힙합).
펑크 샘플을 활용했던 이전의 다른 랩과는 달리(EPMD와 the Bomb Squad), 지펑크는 종종 곡당 더 적은 수의 변경되지 않은 샘플을 사용했다. 음악 이론가 애덤 크림스는 G-funk를 "일반적으로 웨스트 코스트 랩의 한 스타일"이라고 묘사했다., 베이스와 키보드에서 헤비, 최소(때로는 없음) 샘플링, 그리고 종종 매우 전통적인 조화 진행과 하모니를 가지고 있다."지펑크 장르의 선구자인 Dr. Dre는 보통 샘플 음반의 오리지널 음악을 재생하기 위해 라이브 음악가를 사용한다. 이것은 그가 샘플을 직접 복사하는 것이 아니라 자신만의 사운드를 가진 음악을 만들 수 있게 했다.
비록 G-funk가 로스앤젤레스에서 기원했지만, 이 하위 장르는 1980년대 중후반의 Mobb 음악으로 알려진 초기 샌프란시스코 베이 에리어 기반 사운드에서 많은 영향을 받았다. Too Short는 이 기간 동안 베이스 헤비 트랙을 통해 P-Funk 클래식 음반의 루프 사운드를 실험했다. 그러나 베이 에어리어 모브 음악과 달리 남가주 태생의 지펑크는 신디사이저에 더 많은 포르타멘트를 사용하고 덜 라이브한 악기를 사용했다. "Too Short"의 게으르고, 끌리는 무거운 전달은 스눕 독과 같은 후기 G-펑크 래퍼들에게도 큰 영향을 미쳤다.

## 역사와 기원

### 시작
이 장르의 초창기의 예시는 1989년 디오시의 "It's Funky Enough"와 "The Formula (노래)"로 나타나기 시작했다. 전자는 이 장르의 초기 마이너 히트곡으로, 핫 R&B/힙합 노래 차트에서 12위에 올랐다. 2년 후, 1991년에, N.W.A.는 그들의 앨범 Niggaz4로 그 장르의 또 다른 초기 예를 발표했으며, 빌보드 최고의 R&B/힙합 앨범에서 2위를 차지했다. which reached No. 1 on the Billboard 200, 같은 해, 아이스 큐브의 N.W.A. "No Vaseline"은 이 스타일로 만들어졌다."No One Can Do It Better"와 "Niggaz4Life"를 제작한 닥터 드레는 종종 지펑크 사운드의 창시자/창시자로 여겨진다. 비록 이러한 주장들이 "Bove the Law"의 멤버인 "Cold 187um"과 논쟁 중이지만, 그는 이름과 소리를 생각해 냈다고 주장한다.

### 주류
1992넌은 이 장르의 태동기였다. 닥터 드레가 그의 앨범 The Chronic을 발매하면서 말이다. 이 음반은 3개의 탑 40 싱글을 기록하며 엄청난 성공을 거두었다.: "Nuthin' but a 'G' Thang", the Eazy-E diss "Dre Day", 그리고 "Let Me Ride"이다. It also reached No. 3 on the Billboard 200,그리고 탑 R&B/힙합 앨범 차트에서 1위를 차지했다. 이 음반은 결국 1993년 미국 음반 산업 협회에 의해 3백만 장의 판매로 트리플 플래티넘 인증을 받았다,미국 의회도서관에 의해 문화적으로, 역사적으로, 또는 미적으로 중요하기 때문에 미국 국립기록원(National Recording Registry)의 보존 대상으로 선정되기도 했다. 지펑크가 이전에 존재했지만, Dr.Dre의 The Chronic은 종종 이 장르의 시작으로 보여진다.

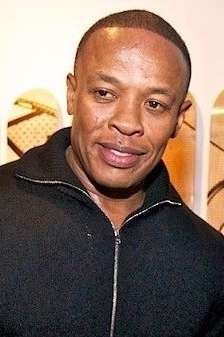
닥터 드레, 지펑크의 창시자로 여겨진다.

그 다음 해에는 수많은 곡과 앨범을 성공시켰고, 아이스큐브의 노래 "It Was a Good Day"와 "Check Yo Self"는 각각 15위와 20위를 정점으로 20위권에 진입했고, 둘 다 최소한 골드 인증을 받았다.  "It Was a Good Day"는 "지금까지 만들어진 최고의 G-Funk 트랙 중 하나"로 간주되며, 이 장르의 최고 순위에서 높은 순위를 차지하고 있다. 스눕 독은 빌보드 200에서 1위로 데뷔한 첫 번째 앨범 'Doggystyle'을 발표했다. 그는 "Gin and Juice"와 "What's My Name?"라는 히트곡을 수록했다. (Snoop Doggy Dogg의 노래), 두 곡 모두 핫 100에서 8위에 올랐다. The album was certified Quadruple Platinum, and both singles were certified gold.Eazy-E는 G-funk에 영향을 받은 앨범 "It's On (닥터 드레) 187um Killa"를 발매했다,그것은 빌보드 200에서 5위에 올랐다, 그리고 42위 히트곡 "Real Muthafucking G's"를 수록했다,이 곡은 전년도 드레의 곡 "Dre Day"에 대한 반응으로 만들어졌다.
이 장르의 인기는 1994년에 더욱 커졌는데, 특히 워렌 G의 곡 "Regulate (노래)"가 Bove the Rim 사운드트랙에 수록되었기 때문이다. 이 싱글은 2위를 정점으로 10위권에 진입했다.그의 앨범 "Regulate... 이 곡이 수록된 'G Funk Era'와 또 다른 톱 10 히트곡 'This D.J.'는 빌보드 200에서 2위에 올랐다. 인기 래퍼 MC 해머는 자신의 앨범 "The Funky Headhunter"에서 갱스터 이미지와 G-funk 사운드를 더 많이 얻었다, 이 곡에는 26위 싱글 "Pumps and a Bump"가 수록되어 있다. 투팍 샤커가 피처링한 지펑크 그룹
"Tug Life"가 첫 번째이자 유일한 앨범 "Tug Life: Volume 1"을 발매해 빌보드 200 42위로 정점을 찍었다, 이 곡은 "Cradle to the Grave"와 함께 싱글을 히트시켰으며, 핫 R&B/힙합 노래와 핫 랩 노래 차트에서 전자의 91위, 후자의 25위를 기록했다.1994년 웨스트코스트 래퍼 쿨리오가 데뷔 앨범 "It Takes a Stief(앨범)"를 발표하면서 8위에 올랐다,이 곡은 톱 10 히트곡 "Fantastic Voyage (쿨리오 노래)"를 포함하고 있다.
1995년 투팍 샤쿠르는 음반 《Me Against the World》를 발매했는데, 이 음반은 완전히 G펑크는 아니지만, 뉴욕의 붐뱁에 반쯤 울려 영향을 미쳤고, 나머지 음반은 지펑크의 안개 속에서 반짝였다. 그 앨범은 빌보드 200에서 1위에 올랐다,그리고 더블 플레티넘 인증을 받았다. 연말에, 그는 지펑크 클래식을 발매했다,"How Do U Want It"으로 더블 A사이드로 활동한 "California Love"가 핫 100에서 1위를 차지했다.1995년 10월, 데뷔 앨범 "Dogg Food"를 발매하고 빌보드 차트 1위로 데뷔하여, G-funk의 주요 싱글 50위 안에 드는 "New York, New York"과 "Let's Play House"를 포함하였다.
1996년, 슈퍼그룹 웨스트사이드 커넥션에서 발매된 "Bow Down"은 "Bow Down"과 "Gangstas Make the World Go Round"의 두 개의 히트 싱글로 각각 21위와 40위를 기록했다.앨범 자체는 빌보드 200에서 2위로 정점을 찍었다,1997년 미국 음반 산업 협회에 의해 플래티넘 인증을 받았다.2Pac은 "Lush G-funk"와 "상업적인 지펑크 씬"으로 묘사된 그의 앨범 "All Eyez on Me"를 발매했다, the album, just like "Me Against the World", hit No. 1.
Warren G는 빌보드 200에서 11위로 정점을 찍은 두 번째 앨범 "Take a Look Over Your Shoulder"를 발매했다, iT는 두 개의 탑-40 싱글을 가지고 있었는데, 이 싱글은 "I Shot the Security"와 "Smoking' Me Out"의 커버였다.

## 캘리포니아 외곽
비록 대부분의 지펑크 장르 음악이 캘리포니아에서 나왔지만, 전체적인 사운드는 1990년대 그 스타일이 인기를 끌던 시기에 미국 전역의 다른 주에 기반을 둔 추가적인 미국 래퍼들과 힙합 그룹들에 의해 활용되었다. 이러한 예술가들 중 가장 주목할 만한 몇 명은 아웃캐스트 (조지아 주)를 포함한다, G-Slimm (Louisiana), Bone Thugs-n-Harmony (Ohio), Tela (Tennessee), Top Authority (Michigan), E.S.G. (래퍼) (텍사스), 그리고 DMG (래퍼) (미네소타)가 대표 아티스트라고 할 수 있다.

### 남부 지펑크
1990년대 텍사스주 휴스턴은 게토 보이즈, 블랙 몽크스, E.S.G. (래퍼), 5th 워드 보이즈, 스트리트 밀리터리, 빅 멜로, 스카페이스, 갱크스턴-아이, 사우스윅, 50번지, 빅 서클과 같은 예술가들에게 이 장르의 인기가 절정에 달했을 때 작지만 주목할 만한 지펑크 음악 장르의 재능을 가졌다.

## 1990년대 이후
2000년대 들어, 지펑크 장르의 음악은 주류의 인기를 크게 떨어뜨렸다.
미드웨스턴 랩퍼 테크 N9ne은 그의 초기 앨범에 G-펑크 스타일의 랩 음악을 사용했는데, 특히 그의 두 번째 정규 음반인 "The Worst (Tech N9ne 앨범)"에서 그러했다. 그의 후속 2001년 앨범, 앙헬릭은 하위 장르의 특징을 훨씬 덜 통합했다.
가장 최근에 - 2010년대 이후 - 많은 현대 웨스트 코스트 랩퍼들이 강력한 G-funk의 영향을 담은 앨범을 발매했다. 아티스트는 켄드릭 라마를 비롯해 "굿 키드, M.A.A."D City"와 "To Pimpa Butterfly", "YG", "Still Brazy", "Schoolboy Q", "Blank Face LP", "Nipsey Hussle", "빅토리 랩(닙시 허슬 앨범)", "버디(래퍼)", "[Harlan Alra]", "N9" 등이 있다.지펑크 장르는 또한 현대 기독교 힙합 발전에 어느 정도 꽤 큰 영향을 미쳤다. 예컨대 과거 비교적 주류적 성공을 거뒀던 크리스천 레코딩 아티스트 가스펠 강스타즈(Gospel Gangstaz,)의 앨범 중 상당수는 토큰 G-펑크 음악적 요소를 선보였다.

## 아티스트 (국내)
- 키네틱 플로우
- 핫산말릭
- 원썬
- 뉴올
- 비도승우
- 시모
- 태완

## 같이 보기
- 갱스터 랩
- 골든 에이지 힙합
- 지펑크 아티스트와 프로듀서